# Zecca de Venise
Pour les articles homonymes, voir Zecca (homonymie).

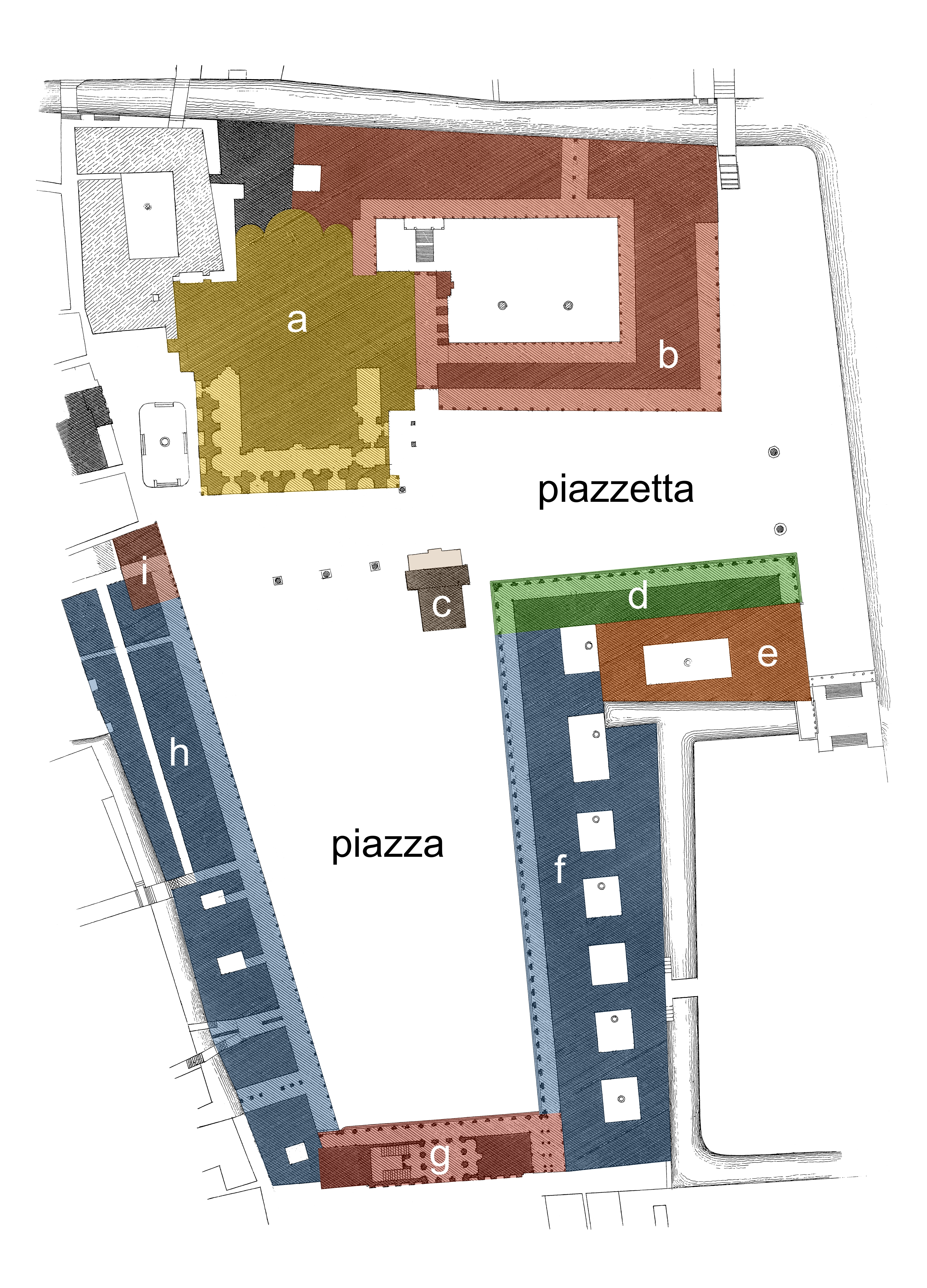
Plan de la place Saint-Marc : le palais se trouve au point E.

La Zecca de Venise est une ancienne institution administrative de la république de Venise qui était compétente pour l'émission et le contrôle de toute circulation d'or et d'argent au sein du dit territoire de la république (cité, terre ferme, possessions et comptoirs). « Zecca » est un terme italien qui désigne l'« hôtel de la Monnaie », l'institut qui produit les pièces circulant sur un territoire et aidant aux transactions commerciales. C'est la Zecca vénitienne qui frappe à partir de 1284 le ducat d'or, ou sequin, mais aussi les pièces divisionnaires (soldi, grosso, fiorino). Au XVIe siècle, elle a produit plusieurs millions de pièces en or et en argent.

## Histoire

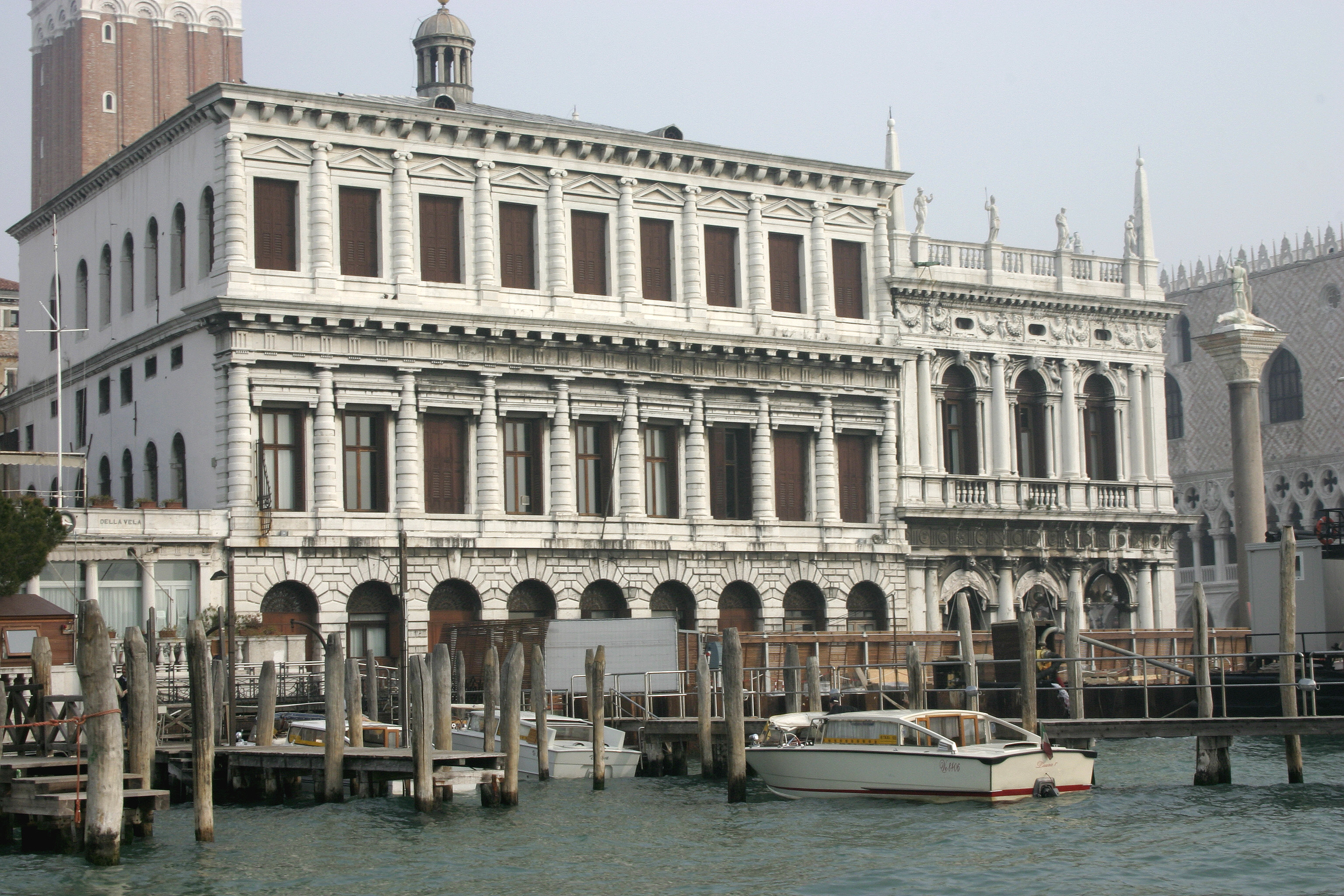
Le palais de la Zecca dans le bassin de Saint-Marc érigé entre 1537 et 1545 — de nos jours, partie de la Biblioteca Marciana.

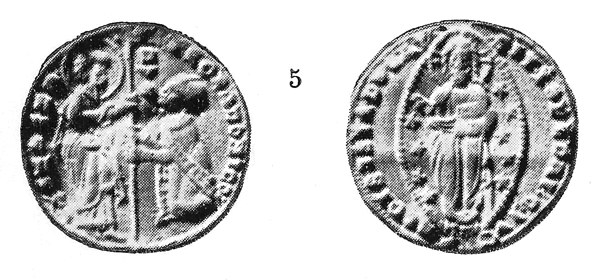
Recto et verso d'un sequin d'or frappé avant 1310 sous Pietro Gradenigo (image en noir et blanc).

Ensuite le gouvernement s'est replié sur des îles jugées plus sûres, en raison des campagnes franques : Malamocco tout d'abord et enfin Rialto, en 810, qu'il ne quitte plus. En 1112, on trouve mention d'une officina ad monetam installée dans un édifice sis sur la paroisse San Bartholomeo, à proximité de l'actuel pont du Rialto, et vendu à l'État par le doge Ordelafo Faliero (1102-1118).
Cela permet un meilleur contrôle par le Grand Conseil (Maggior Consiglio), mais aussi une limitation du danger d'incendie induit par la fonte des métaux.
Au cours de la moitié du XVIe siècle, la zecca s'installe dans un nouvel édifice construit par Jacopo Sansovino entre 1536 et 1566, où elle frappe deux millions de pièces (ducats d'or et d'argent) par an.

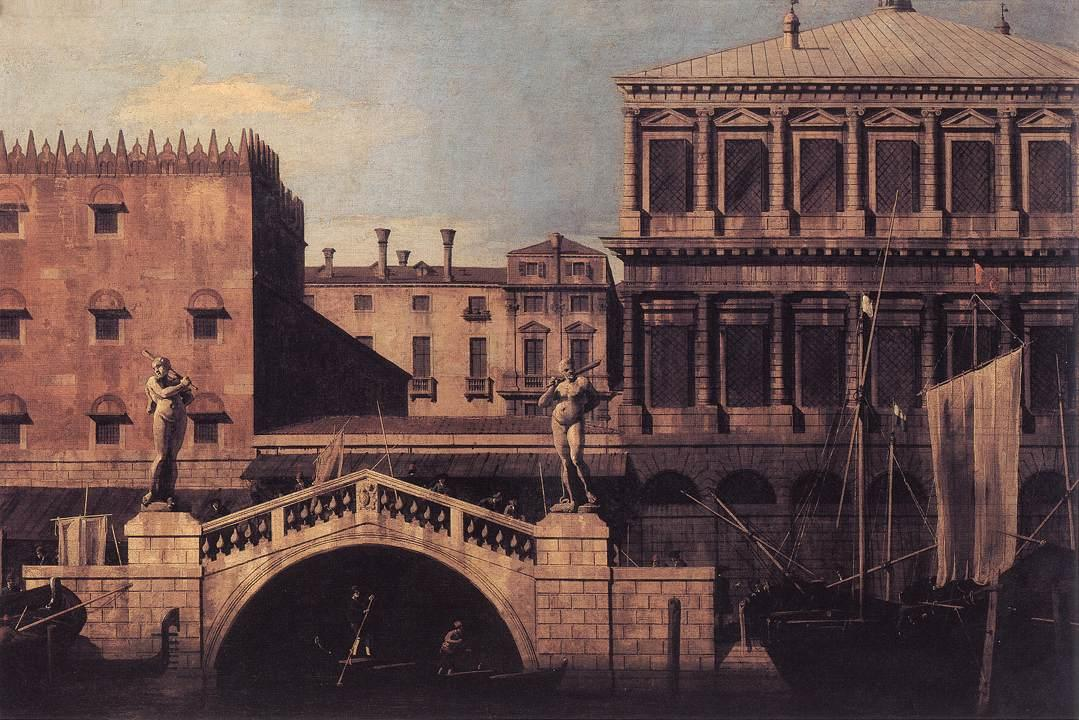
Caprice : Vue de la Monnaie et des Greniers avec le Pont de Pescaria
par Canaletto, vers 1744
Royal Collection

Elle poursuit son activité sous la domination des Habsbourg et cesse son activité en 1866 avec l'annexion au royaume d'Italie.
Aujourd'hui, l'immeuble fait partie de la Biblioteca Marciana.